# Дебют Константинопольского
Дебют Константинопольского — шахматный дебют, начинающийся ходами: 
 1. e2-e4 e7-e5 
 2. Кg1-f3 Kb8-c6 
 3. g2-g3.
Относится к открытым началам.

## История
Дебют назван по имени советского шахматиста А.Константинопольского, применившего его в 1956 году против В.Рагозина в ходе командного первенства Москвы. Впоследствии широкого распространения не получил. В настоящее время иногда встречается в партиях таких гроссмейстеров, как В.Топалов, А.Арещенко, Э.Розенталис и др.

## Идеи дебюта
Ходом g2-g3 белые планируют фианкеттирование слона на g2 с целью обеспечения защиты пешки е4. Это позволяет освободить белые фигуры, прежде всего коня b1, для наступательных действий на ферзевом фланге. В то же время третий ход замедляет развитие белых фигур, и чёрные получают возможности для уравнения игры путём 3. …Kg8-f6. 4. d2-d3 d7-d5. В современной турнирной практике дебют Константинопольского встречается редко.